# مکتب (دهستان)
 مکتب  به عربی ( الَمَکتَب ) دهستانی است در ناحیهٔ (ذی جبلة) وأعمال اب، از توابع استان 
اِب در کشور یمن در شبه جزیره عربستان.

## جمعیت
جمعیت این دهستان در حدود (۳۰ خانوار) و (۸۹۰۹) نفر می‌باشد. 

## روستاهای توابع
روستاهای توابع این دهستان به شرح زیر است:
- روستای الضنهابی
- روستای عُرشان
- روستای الذنبة
- روستای السرایم
- روستای المقادمة

## منبع
- المقحفی، ابراهیم، احمد ، (مُعجَم المُدُن وَالقَبائِل الیَمَنِیَة) ، منشورات دار الحکمة، صنعاء، چاپ پنجم، وانتشار سال ۱۹۸۵ میلادی به (عربی).
- صنعانی، محمد بن یحیی بن عبدالله بن احمد، الیمانی. ، (اَلأنَباءَ عَن دُولةَ بَلقِیسَ وَ سَبأَ) ، منشورات دار الیمنیة للنشر والتوزیع، صنعاء، چاپ وانتشار سال ۱۹۸۴ میلادی به (عربی).